# Minimax – Repertorium für Militärmusik
Minimax – Repertorium für Militärmusik ist ein 1923 von Paul Hindemith komponiertes Streichquartett. Es wurde 1923 (das genaue Datum ist unbekannt) im Umfeld der Donaueschinger Musiktage (aber nicht während des Festivals selbst) von dem Amar-Quartett (mit dem Komponisten als Bratschist) uraufgeführt und dauert etwa 21 Minuten.

## Entstehungsgeschichte
1921 wurde das Festival „Donaueschinger Kammermusikaufführungen zur Förderung zeitgenössischer Tonkunst“ unter dem Protektorat des Fürsten Max Egon II. zu Fürstenberg in Donaueschingen gegründet. Das Amar-Quartett, in dem Hindemith Bratsche spielte, gehörte von Anfang an zu den Interpreten. Für ein Jubiläum des Quartetts im Donaueschinger Schloss schrieb Hindemith in nur zwei Tagen (am 25./26. Juli 1923) das Streichquartett „Minimax – Repertorium für Militärmusik“, mit dem die Liebe zur Militärmusik parodiert wird. „Minimax“ war der Spitzname des jung verheirateten Paares Max (Maxi) Egon Prinz zu Fürstenberg und Wilhelmine (Minzi), geb. Gräfin Schönberg-Glauchau.
Während des Ersten Weltkrieges war Hindemith Trommler in einer Militärmusikkapelle und kannte das gängige Repertoire für die Platzkonzerte, bei denen eine bunte Mischung von bekannten Melodien präsentiert wurde. Die sechs Sätze des Streichquartetts basieren auf solchen damals sehr populären Melodien, wobei auch die Titel der Stücke humorvoll-hintersinnig verändert wurden. Der besondere Reiz liegt daran, dass diese parodierten Melodien ernsthaft von einem klassischen Streichquartett vorgetragen werden. Das Amar-Quartett hatte sich 1923 für die Uraufführung mit Papierhelmen präsentiert und grüßte militärisch mit den Bögen. Das Stück wurde erst posthum 1978 bei B. Schott’s Söhne gedruckt.
Das vorliegende Werk, eine Gelegenheitskomposition, die zu den Parodien Hindemiths zählt, ist vielleicht im Zusammenhang mit dem damals zehnjährigen Bestehen der „Gesellschaft der Musikfreunde zu Donaueschingen“ entstanden, deren Ehrenpräsident Richard Strauss war, und die unter anderem auch die „Kammermusikaufführungen“ veranstaltete, vielleicht auch aus Anlass des 60. Geburtstages ihres Protektors, des Fürsten Max Egon. 
„Während der Titel auf der Stimme [im Stimmensatz der Pierpont Morgan Library in New York City] der 1. Violine ‚Repertorium für Militärmusik‘ lautet, heißt er auf den drei übrigen Stimmen übereinstimmend ‚Repertorium für Militärorchester‘. Es ist anzunehmen, daß Hindemith sich nach der Niederschrift der Stimme für die I. Violine für den zweiten, endgültigen Titel entschieden und in der Eile vergessen hat, ihn bei der I. Violine entsprechend zu korrigieren. Eine Partitur des Werkes wurde bisher nirgends (auch nicht im Nachlaß des Komponisten) nachgewiesen werden, es scheint, als habe Hindemith diese Komposition direkt aus dem Kopf in die Stimmen geschrieben zu haben, was in Anbetracht des Stils dieses Stückes bei einem Meister mit der Konzentrationskraft Hindemiths durchaus im Bereich des Möglichen liegt.
Der Grund dafür, daß dieses lustige Werk der breiten Öffentlichkeit unbekannt blieb, dürfte in der Entscheidung des Komponisten liegen, der jede Aufführung seiner unveröffentlichten Werke untersagt hat.“

## Form
Der 1. Satz, „Armeemarsch 606 (Der Hohenfürstenberger)“, parodiert den Hohenfriedberger Marsch, den Friedrich der Große komponiert haben soll und an die große Schlacht im Zweiten Schlesischen Krieg erinnert. Hindemiths Titel ehrte das Fürstenpaar und mokierte sich gleichzeitig.

Der 2. Satz, „Ouvertüre zu Wasserdichter und Vogelbauer“, spielt auf die Ouvertüre zu „Dichter und Bauer“ von Franz von Suppè an. 

Bei dem 3. Satz, „Ein Abend an der Donauquelle“ (Intermezzo für zwei entfernte Trompeten), verlassen der zweite Geiger und der Bratschist ihre Plätze und spielen im Hintergrund – „aus der Ferne“, In der Mitte dieses Satzes spielen die „zwei entfernten Trompeten“ in lustigem Dialog eine „Cadenza“ mit Motiven aus bekannten Werken Beethovens, Wagners und anderer.

Der 4. Satz, „Löwenzähnchen an Baches Rand“ (Konzertwalzer), enthält drei miteinander verbundene Walzer mit typischen Rhythmen und Melodien.

Inspiriert von der damals sehr bekannten Polka für zwei Piccoloflöten – „die beiden kleinen Finken“ – von Henri Adrien Louis Kling ist der 5. Satz, „Die beiden lustigen Mistfinken“ (Charakterstück).

Im 6. Satz, „Alte Karbonaden“ – ein Marsch, der auf Karl Teikes berühmten Militärmarsch „Alte Kameraden“ anspielt –, „stolpern“ die Musiker über allerlei überraschende Taktwechsel. Das Cello spielt falsche Basstöne, denn – so merkt Hindemith in der Cellostimme an – „Das 4. Ventil des ‚Kaiserbasses‘ ist eingefroren“. 